# Jrahovit
Jrahovit är en ort i Armenien.   Den ligger i provinsen Ararat, i den centrala delen av landet, 15 kilometer söder om huvudstaden Jerevan. Jrahovit ligger 836 meter över havet och antalet invånare är 1 032.
Terrängen runt Jrahovit är platt åt sydväst, men åt nordost är den kuperad. Runt Jrahovit är det ganska tätbefolkat, med 155 invånare per kvadratkilometer.. Närmaste större samhälle är Jerevan, 15,4 kilometer norr om Jrahovit.
Runt Jrahovit är det i huvudsak tätbebyggt.